# Noël Minga
Pour les articles homonymes, voir Tchibinda et Minga.
Noël Minga Tchibinda, dit Pépé, né le 12 juillet 1947 à Pointe-Noire et mort le 25 avril 2025 à Brazzaville, est un footballeur international et entraîneur congolais. 

## Carrière de joueur
Noël Minga est un milieu de terrain international congolais. Avec les Diables rouges, il a participé à la CAN 1972. Il réussit à qualifier le Congo pour la finale, en inscrivant le seul but de la demi-finale à la trente-et-unième minute contre le Cameroun, et joue la finale qu'il remporte sans inscrire de but. Il participe aussi à la CAN 1974, inscrivant un but contre le Zaïre à la quatre-vingt-unième minute. Le Congo termine quatrième du tournoi. Il fait partie de la sélection africaine qui disputa la Coupe de l'Indépendance du Brésil, en 1972.

## Carrière d'entraîneur
Noël Minga est le sélectionneur des Diables Rouges à deux occasions: d'abord en 1992, où il dirige l'équipe lors de la CAN 1992, battu en quart-de-finale par le Ghana; ainsi qu'en 2001, en tant que sélectionneur intérimaire.
Il a été l'entraîneur du club gabonais de l'Union Sportive d'Oyem jusqu'en novembre 2010.